# Agtrup Mølle
Agtrup Mølle er en helmuret tårnmølle i Agtrup syd for Kolding, som blev opført i 1876 som erstatning for en nedbrændt stråtækt mølle. Af grundkonstruktion er det en helmuret hollandsk vindmølle med galleri. Hatten er løgformet og beklædt med pap. Vingerne havde hækværk og klapper og den krøjede med vindrose. Møllen er i privat eje.
|  | Denne artikel om en bygning eller et bygningsværk kan blive bedre, hvis der indsættes et (bedre) billede. Du kan hjælpe ved at afsøge Wikimedia Commons for et passende billede eller lægge et op på Wikimedia Commons med en af de tilladte licenser og indsætte det i artiklen. |

55°27′37″N 9°32′56″Ø / 55.460223°N 9.548925°Ø